# Церковные сокращения
Церко́вные сокраще́ния — аббревиатуры, которые применяются в христианских церковных текстах. Наиболее часто встречающимся примером церковных сокращений в русском языке являются сокращения Русской православной церкви.

## Сокращения, принятые в церковных календарях

### Персоналии
Сокращение множественного числа термина образуется, как правило, от сокращения единственного числа путём удвоения последней буквы.
Пример: св. — святой, свв. — святые.

| - ап. — апостол - апп. — апостолы - архиеп. — архиепископ - архиепп. — архиепископы - архим. — архимандрит - архимм. — архимандриты - бесср. — бессребреник, бессребреники - блгв. — благоверный (благоверная) - блгвв. — благоверные - блж. (блаж.) — блаженная, блаженный - блжж. — блаженные - вел. — великий, великая - вмц. (влкмц.) — великомученица - вмцц. (влкмцц.) — великомученицы - вмч. (влкмч.) — великомученик - вмчч. (влкмчч.) — великомученики - диак. — диакон - ев. — евангелист - еп. — епископ - епп. — епископы - игум. — игумен - иером. — иеромонах - иеросхим. — иеросхимонах - имп. — император | - исп. (испов.) — исповедник, исповедница - кн. — князь - кнн. — князья - кнг. — княгиня - кнж. — княжна - митр. — митрополит - митрр. — митрополиты - мч. — мученик - мчч. — мученики - мц. — мученица - мцц. (мчцц.) — мученицы - новмч. (новомуч.) — новомученик - новосвщмч. — новосвященномученик - патр. — патриарх - патрр. — патриархи - первомц — первомученица — Фёкла Иконийская - первомч — первомученик — Стефан Первомученик - прав. — праведный - правв. — праведные - пресвит. — пресвитер - прор. — пророк - прорр. — пророки - пророчц. — пророчица - просвет. — просветитель, просветительница - прот. — протоиерей | - протопресв. — протопресвитер - присп. — преподобноисповедник, преподобноисповедница - приспп. — преподобноисповедники - прмч. — преподобномученик - прмчч. — преподобномученики - прмц. — преподобномученица - прмцц. — преподобномученицы - прп. (вне календаря допустимо преп.) — преподобный - прпп. — преподобные - равноап. — равноапостольный, равноапостольная - равноапп. — равноапостольные - св. — святой, святая - свв. — святые - свт. — святитель - свтт. — святители - свящ. (вне календаря) — священник - сщмч. — священномученик - сщмчч. — священномученики - столпн. — столпник - страст. — страстотерпец - схим. — схимонах - чудотв. — чудотворец - юрод. — юродивый |

## Некоторые сокращения в англоязычных источниках и на латыни
Данный список основан на статье Католической энциклопедии (англ. The Original Catholic Encyclopaedia), из которой выбраны только те аббревиатуры, которые имеют относительное соответствие в вышеприведённом словнике. Данный список не может служить в качестве англо-русского словаря, и приводится здесь исключительно со справочными целями и для обеспечения совместимости с соответствующей статьёй в английской Википедии. Заголовки подразделов оригинала сохранены и переведены на русский.

### Из апостольских Деяний и документов
- Fr. — Frater («en:Brother»)

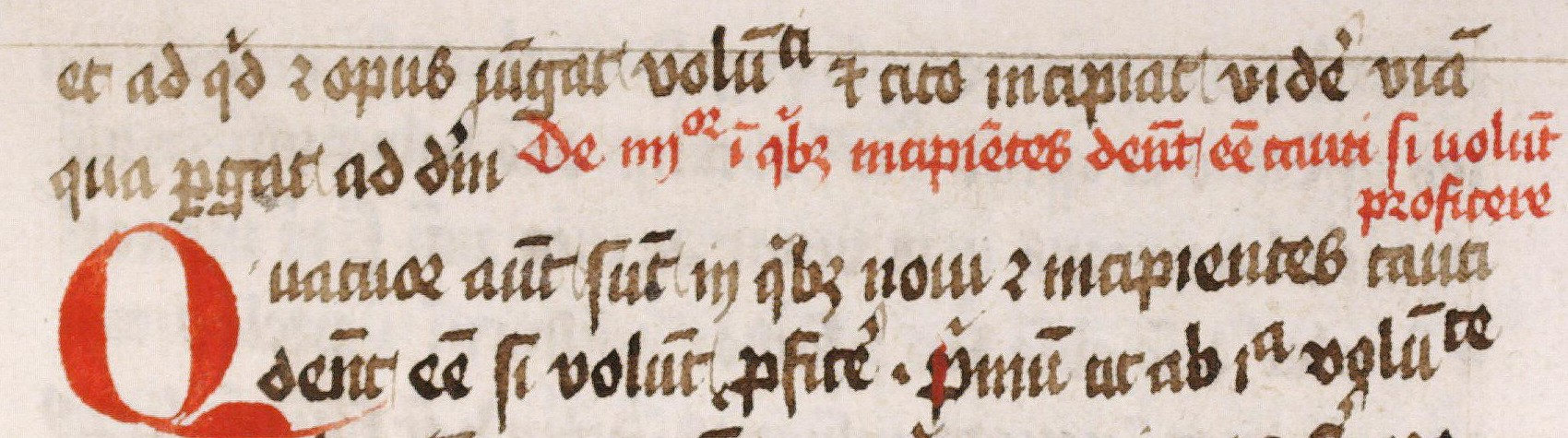
Манускрипт XV века на латыни с использованием аббревиатур

- Frum. — Fratrum («Of the Brothers»)
- Pbr. — Presbyter («en:Priest»)
- PP. — Papa («en:Pope»)
- Pr. — Pater («en:Father»)
- Venebli — Venerabili («en:Venerable»)

### Общеупотребительные в церковной лексике
| - Abp. — en:Archbishop - al. — alii, alibi, alias («others», «elsewhere», «otherwise») - Apost. — Apostolus («Apostle») - Archiep. — Archiepiscopus («en:Archbishop») - Archid. — Archidiaconus («Archdeacon») - Archiprb. — Archipresbyter («Archpriest») - B. BB. — Beatus, Beati («Blessed») - B.C. — Before Christ - Ben. — Benedictio («Blessing») | - Bro. — Brother - B.V. — Beata Virgo («Blessed Virgin») - B.V.M. — Beata Virgo Maria («Blessed Virgin Mary») - Capel. — Capella («Chapel») - E., Eccl. — Ecclesia («The Church») - Fr., F. — Frater, Frere («Brother») - J.C. — Jesus Christus («Jesus Christ») - P. — Pater, Pere («Father») - Pa. — Papa («Pope»); Pater («Father») - PP. — Papa («Pope»); Pontificum («Of the popes») | - Presbit. — Presbyter, Priest - R. P. — Reverendus Pater, Reverend Pere («Reverend Father») - S., Sacr. — Sacrum («Sacred») - SCS — Sanctus («Saint») - S.P. — Sanctissime Pater («Most Holy Father») - S.P., S. Petr. — Sanctus Petrus («St. Peter») - Sr. — Sister - Syn. — Synodus («Synod») - V., Ven., VV. — Venerabilis, Venerabiles («Venerable») |

### Из надписей в катакомбах
- M. — Martyr, or Memoria («Memory») or Monumentum («Monument»)
- MM. — Martyres («Martyrs»)
- PRB. — Presbyter («Priest»)